# Championnat de France de football américain 2011
Navigation
Saison 2010 Saison 2012
La saison 2011 du Casque de diamant est la 30e saison du championnat de France de football américain élite.

## Déroulement du championnat
Le championnat compte désormais 8 clubs, contre 9 en 2010. Les clubs sont répartis en 2 poules de 4 clubs :
- Poule 1 : Flash de La Courneuve, Templiers d'Élancourt, Cougars de Saint-Ouen-l'Aumône, Spartiates d'Amiens
- Poule 2 : Argonautes d'Aix-en-Provence, Black Panthers de Thonon, Centaures de Grenoble, Dauphins de Nice

Chaque équipe rencontre deux fois les équipes de sa poule (aller et retour) et une fois les équipes de l'autre poule. Chaque équipe joue donc 10 matches en saison régulière. Les quatre premiers sont qualifiés pour les demi-finales de play-off qui se jouent sur une seule confrontation. Les vainqueurs s'affrontent sur un match en finale pour le Casque de diamant .
Les derniers du nord et du sud jouent un match de barrage contre les finalistes du Casque d'Or, le champion nord D2 contre le dernier nord D1 et le champion sud D2 contre le dernier sud D1.

## Classement général
| Qualifié en play-offs |

| Barragiste avec les finalistes de division 2 |

| Club                           | Jour. | Vic. | Nuls | Déf. | Pts | Pts pour | Pts contre | Diff |
| ------------------------------ | ----- | ---- | ---- | ---- | --- | -------- | ---------- | ---- |
| Flash de La Courneuve          | 10    | 9    | 0    | 1    | 28  | 265      | 143        | +122 |
| Centaures de Grenoble          | 10    | 6    | 1    | 3    | 23  | 251      | 215        | +36  |
| Spartiates d'Amiens            | 10    | 6    | 0    | 4    | 22  | 295      | 142        | +153 |
| Argonautes d'Aix               | 10    | 6    | 0    | 4    | 22  | 287      | 204        | +83  |
| Cougars de Saint-Ouen-l'Aumône | 10    | 4    | 1    | 5    | 19  | 297      | 259        | +38  |
| Templiers d'Élancourt          | 10    | 4    | 0    | 6    | 18  | 213      | 251        | -38  |
| Black Panthers de Thonon       | 10    | 4    | 0    | 6    | 18  | 152      | 206        | -54  |
| Dauphins de Nice               | 10    | 0    | 0    | 10   | 10  | 94       | 434        | -340 |

## Calendrier / Résultats[2]
| 1re journée (5 février et 6 février 2011) - Templiers 3-17 Spartiates - Flash 7-6 Cougars - Dauphins 14-28 Centaures - Argonautes 41-0 Black Panthers 2e journée (12 février et 13 février 2010) - Dauphins 7-21 Black Panthers - Flash 19-0 Templiers - Spartiates 28-35 Cougars - Argonautes 27-13 Centaures 3e journée (26 février et 27 février 2011) - Centaures 17-13 Black Panthers - Spartiates 12-14 Flash - Dauphins 6-63 Argonautes - Cougars 47-28 Templiers 4e journée (5 mars et 6 mars 2011) - Templiers 26-14 Black Panthers - Flash 34-14 Dauphins - Argonautes 21-20 Spartiates - Cougars 41-41 Centaures 5e journée (19 mars, 20 mars et 9 avril 2011) - Dauphins 19-46 Templiers - Black Panthers 13-3 Cougars - Argonautes 27-33 Flash - Centaures 7-35 Spartiates |  | 6e journée (12 mars et 27 mars 2011) - Black Panthers7-30 Flash - Spartiates 54-0 Dauphins - Centaures 35-20 Templiers - Cougars 34-38 Argonautes 7e journée (2 avril, 9 avril et 21 mai 2011) - Dauphins 20-55 Cougars - Templiers 28-7 Argonautes - Spartiates 48-0 Black Panthers - Flash 44-13 Centaures 8e journée (16 avril, 17 avril et 24 avril 2011) - Black Panthers 35-7 Argonautes - Templiers 30-22 Flash - Cougars 20-32 Spartiates - Centaures 49-0 Dauphins 9e journée (30 avril, 1er mai et 8 mai 2011) - Black Panthers 35-7 Dauphins - Spartiates 42-14 Templiers - Cougars 27-34 Flash - Centaures 27-7 Argonautes 10e journée (14 mai, 15 mai et 21 mai 2011) - Black Panthers 14-21 Centaures - Flash 28-7 Spartiates - Templiers 18-29 Cougars - Argonautes 49-8 Dauphins |

### Trophées desmeilleurs joueursFrançais et étranger
Pour la première fois dans l'histoire du championnat de France, deux trophées sont décernés aux meilleurs joueurs français et étranger. Les lauréats 2011 sont :
- Trophée Laurent Plegelatte (meilleur joueur Français) : Jérémy Larroque (wide receiver, Templiers d'Élancourt).
- Trophée Chris Flynn (meilleur joueur étranger) : Charles-Antoine Sinotte (quarterback, Centaures de Grenoble).

## Barrages
Le 25 juin et 26 juin 2011 :
- Templiers 19-26 Molosses
- Dauphins 15-8 Kangourous

## Play-offs
|  | Demi-finales              | Demi-finales              |                           |    | Finale - Casque de Diamant XVII | Finale - Casque de Diamant XVII |
|  | Demi-finales              | Demi-finales              |                           |    | Finale - Casque de Diamant XVII | Finale - Casque de Diamant XVII |
|  |                           |                           |                           |    | | |
|  | 4 juin 2011               | 4 juin 2011               |                           |    | 18 juin 2011 à Paris, Stade Charléty MVP attaque de la finale : Lyle Moevao (QB, Flash) MVP défense de la finale : Foad Ajdir (DB, Flash) | 18 juin 2011 à Paris, Stade Charléty MVP attaque de la finale : Lyle Moevao (QB, Flash) MVP défense de la finale : Foad Ajdir (DB, Flash) |
|  | 4 juin 2011               | 4 juin 2011               |                           |    | 18 juin 2011 à Paris, Stade Charléty MVP attaque de la finale : Lyle Moevao (QB, Flash) MVP défense de la finale : Foad Ajdir (DB, Flash) | 18 juin 2011 à Paris, Stade Charléty MVP attaque de la finale : Lyle Moevao (QB, Flash) MVP défense de la finale : Foad Ajdir (DB, Flash) |
|  | [1] Flash de La Courneuve | 30                        |                           |    | 18 juin 2011 à Paris, Stade Charléty MVP attaque de la finale : Lyle Moevao (QB, Flash) MVP défense de la finale : Foad Ajdir (DB, Flash) | 18 juin 2011 à Paris, Stade Charléty MVP attaque de la finale : Lyle Moevao (QB, Flash) MVP défense de la finale : Foad Ajdir (DB, Flash) |
|  | [1] Flash de La Courneuve | 30                        |                           |    | 18 juin 2011 à Paris, Stade Charléty MVP attaque de la finale : Lyle Moevao (QB, Flash) MVP défense de la finale : Foad Ajdir (DB, Flash) | 18 juin 2011 à Paris, Stade Charléty MVP attaque de la finale : Lyle Moevao (QB, Flash) MVP défense de la finale : Foad Ajdir (DB, Flash) |
|  | [4] Spartiates d'Amiens   | 14                        |                           |    | 18 juin 2011 à Paris, Stade Charléty MVP attaque de la finale : Lyle Moevao (QB, Flash) MVP défense de la finale : Foad Ajdir (DB, Flash) | 18 juin 2011 à Paris, Stade Charléty MVP attaque de la finale : Lyle Moevao (QB, Flash) MVP défense de la finale : Foad Ajdir (DB, Flash) |
|  | [4] Spartiates d'Amiens   | 14                        | [1] Flash de La Courneuve | 45 | | |
|  | 5 juin 2011               |                           | [1] Flash de La Courneuve | 45 | | |
|  |                           | [2] Centaures de Grenoble | 27                        |    | | |
|  | [2] Centaures de Grenoble | [2] Centaures de Grenoble | 27                        | 36 | | |
|  | [2] Centaures de Grenoble |                           |                           | 36 | | |
|  | [3] Argonautes d'Aix      | 15                        |                           |    | | |
|  | [3] Argonautes d'Aix      | 15                        |                           |    | | |